# Mario Chaldú
Mario Chaldú (Buenos Aires, 6 de junho de 1942 – Monte Grande, 1 de abril de 2020) foi um futebolista argentino que competiu na Copa do Mundo FIFA de 1966.
Morreu no dia 1 de abril de 2020, aos 77 anos.